# Грип клешта
Грип клешта (  - „стиснути“) или „смрт-клешта“ су клешта која помоћу система полуга и опруге могу веома чврсто да ухвате радни предмет и да га држе и пошто их човек пусти. Користе се уместо кључева, а могу да замене и стеге.